# Arquebisbat de Kampala
L'arquebisbat de Kampala (anglès:  Archdiocese of Kampala, suahili: Jimbo Kuu la Kampala, llatí: Archidioecesis Kampalaensis) és una seu metropolitana de l'Església Catòlica a Uganda. Al 2013 tenia 1.660.500 batejats sobre una població de 3.950.800 habitants. Actualment està regida per l'arquebisbe Cyprian Kizito Lwanga.

## Territori
L'arxidiòcesi s'estén sobre un territori de 3.644 km² i comprèn els districtes de Kampala, Mpigi i Wakiso a la regió Central d'Uganda.
La seu arxiepiscopal és la ciutat de Kampala, on es troba la catedral del Santa Maria.
El territori està dividit en 54 parròquies.

## Història
El vicariat apostòlic de Nyanza va ser erigit el 27 d'octubre de 1880, prenent el territori del vicariat apostòlic de l'Àfrica central (avui arquebisbat de Khartum).
El 1883 modificà el nom en favor del de vicariat apostòlic de Victoria-Nyanza.
El 13 de juliol de 1894 cedí una porció del seu territori per tal que s'erigís el vicariat apostòlic del Nil superior (avui arquebisbat de Tororo) i de Victoria-Nyanza meridional (avui arquebisbat de Mwanza); i paral·lelament modificà de nou pel de vicariat apostòlic de Victoria-Nyanza septentrional.
El 15 de gener de 1915 canvià de nou el nom pel de vicariat apostòlic d'Uganda.
El 8 d'abril de 1929, el 28 de maig de 1934 i el 25 de maig de 1939 cedí porcions del seu territori en favor de les ereccions respectivament dels vicariats apostòlics de Bukoba (avui bisbat de Rulenge-Ngara), de Ruwenzori (avui arquebisbat de Mbarara) i de Masaka (avui diòcesi).
El en virtut de la butlla Quemadmodum ad Nos del Papa Pius XII va ser elevada al rang d'arxidiòcesi metropolitana, modificant el nom pel d'arquebisbat de Rubaga.
El 9 d'agost de 1965 cedí una porció del seu territori per tal que s'erigís el bisbat de Hoima.
El 5 d'agost de 1966 assumí el seu nom actual.
El 17 de juliol de 1981 cedí una nova porció del seu territori per tal que s'erigís el bisbat de Kiyinda-Mityana.
El 30 de novembre de 1996 cedí de nou noves porcions del seu territori per tal que s'erigissin els bisbats de Kasana-Luweero i de Lugazi.

## Cronologia episcopal
- Léon-Antoine-Augustin-Siméon Livinhac, M.Afr. † (15 de juny de 1883 - 4 de desembre de 1889 renuncià)
- Jean-Joseph Hirth, M.Afr. † (4 de desembre de 1889 - 13 de juliol de 1894 nominato vicario apostolico di Victoria-Nyanza Meridionale)
- Antonin Guillermain, M.Afr. † (22 de gener de 1895 - 14 de juliol de 1896 mort)
- Henri Streicher, M.Afr. † (1 de febrer de 1897 - 2 de juny de 1933 renuncià)
- Joseph Sweens, M.Afr. † (12 de desembre de 1912 - 15 de novembre de 1928 renuncià)
- Henri Streicher, M.Afr. † (15 de gener de 1915 - 2 de juny de 1933 renuncià)
- Edouard Michaud, M.Afr. † (2 de juny de 1933 - 18 de juny de 1945 mort)
- Louis Joseph Cabana, M.Afr. † (9 de gener de 1947 - 20 de desembre de 1960 renuncià)
- Joseph Kiwánuka, M.Afr. † (20 de desembre de 1960 - 22 de febrer de 1966 mort)
- Emmanuel Kiwanuka Nsubuga † (5 d'agost de 1966 - 8 de febrer de 1990 jubilat)
- Emmanuel Wamala (8 de febrer de 1990 - 19 d'agost de 2006 jubilat)
- Cyprian Kizito Lwanga, (19 d'agost de 2006 - † 2021)

## Estadístiques
A finals del 2013, la diòcesi tenia 1.660.500 batejats sobre una població de 3.950.800 persones, equivalent al 42,0% del total.
| any  | població  | població  | població | sacerdots | sacerdots       | sacerdots       | sacerdots             | diaques | religiosos | religiosos | parròquies |
| ---- | --------- | --------- | -------- | --------- | --------------- | --------------- | --------------------- | ------- | ---------- | ---------- | ---------- |
| any  | batejats  | total     | %        | total     | clergat secular | clergat regular | batejats por sacerdot | diaques | homes      | dones      |            |
| 1950 | 207.852   | 442.130   | 47,0     | 102       | 27              | 75              | 2.037                 |         | 72         | 255        | 25         |
| 1969 | 550.000   | ?         | ?        | 300       | 200             | 100             | 1.833                 |         | 191        | 542        | 53         |
| 1980 | 879.000   | 2.730.000 | 32,2     | 215       | 129             | 86              | 4.088                 |         | 161        | 600        | 63         |
| 1990 | 923.201   | 1.811.441 | 51,0     | 246       | 176             | 70              | 3.752                 |         | 200        | 659        | 57         |
| 1999 | 1.037.061 | 2.067.400 | 50,2     | 266       | 210             | 56              | 3.898                 |         | 224        | 571        | 42         |
| 2000 | 1.046.716 | 2.077.716 | 50,4     | 282       | 225             | 57              | 3.711                 |         | 239        | 672        | 43         |
| 2001 | 1.056.371 | 2.353.991 | 44,9     | 276       | 230             | 46              | 3.827                 |         | 230        | 495        | 47         |
| 2002 | 1.153.367 | 2.412.843 | 47,8     | 250       | 211             | 39              | 4.613                 |         | 221        | 525        | 45         |
| 2003 | 1.162.977 | 2.548.191 | 45,6     | 271       | 230             | 41              | 4.291                 |         | 300        | 588        | 44         |
| 2004 | 1.198.206 | 3.274.486 | 36,6     | 293       | 244             | 49              | 4.089                 |         | 361        | 620        | 44         |
| 2006 | 1.461.217 | 3.487.392 | 41,9     | 266       | 203             | 63              | 5.493                 |         | 261        | 543        | 45         |
| 2007 | 1.505.053 | 3.592.015 | 41,9     | 282       | 219             | 63              | 5.337                 | 11      | 264        | 554        | 47         |
| 2013 | 1.660.500 | 3.950.800 | 42,0     | 321       | 259             | 62              | 5.172                 |         | 279        | 627        | 54         |